# Marcel Boussac

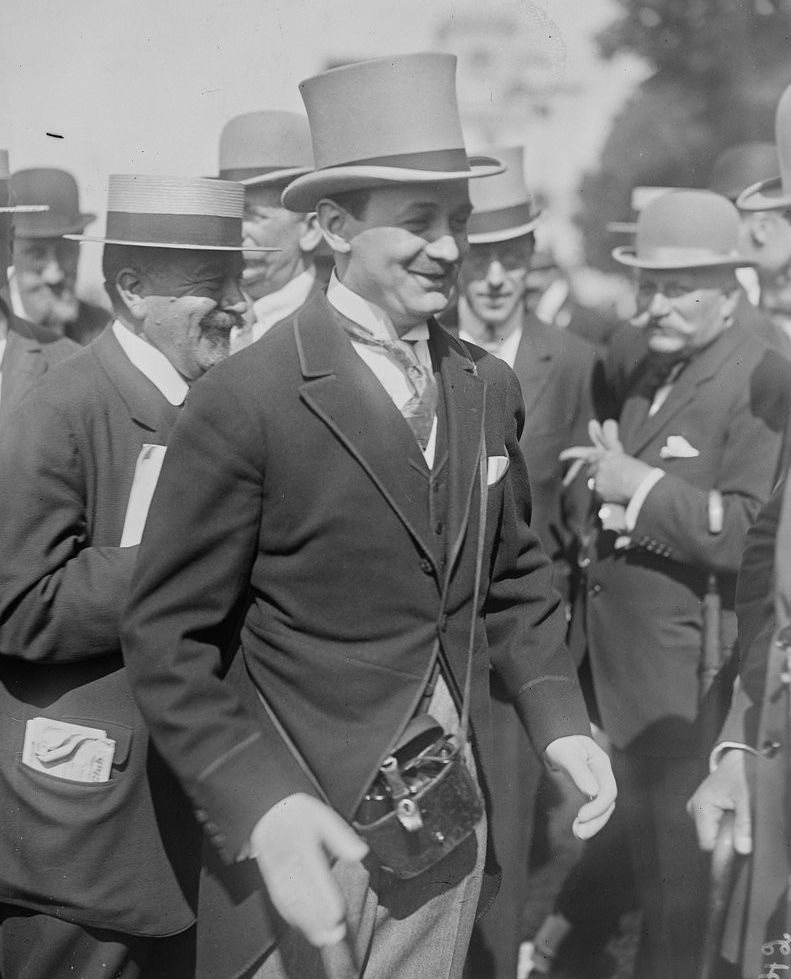
Marcel Boussac

Marcel Boussac (ur. 17 kwietnia 1889 w Châteauroux, zm. 21 marca 1980 w Dammarie-sur-Loing) – francuski przemysłowiec branży tekstylnej i hodowca koni wyścigowych. Nazywany „królem francuskich przędzalni”.
W wieku 16 lat rozpoczął pracę w zakładzie konfekcyjnym ojca. Przeprowadza się do Paryża gdzie oferuje paniom nowa kolekcję w niespotykanych wówczas żywych kolorach. Kolekcja odnosi sukces, a Boussaca stać na kupno pierwszego konia wyścigowego.
Dzięki przyjaźni z Georges’em Clemenceau otrzymał zamówienia na mundury dla żołnierzy armii francuskiej podczas pierwszej wojny światowej (słynne błękitne mundury czyli bleu horizon).
W 1919, wbrew opinii doradców, kupuje za bezcen bezwartościowe płótno lotnicze, z którego wyrabia bluzy, koszule z miękkim kołnierzykiem, i wynajduje piżamę. Kupuje kilka fabryk, m.in. w Wogezach i od skarbu państwa polskiego w trakcie hiperinflacji marki polskiej Zakłady Żyrardowskie w Żyrardowie (fabryka została przejęta za długi skarbowe w 1935; zobacz też: afera żyrardowska). Jego pozycji nie podważył nawet wielki kryzys.
Jego majątek pozwala mu na stworzenie jednej z najlepszych stajni koni wyścigowych na świecie. Doradzał mu w tej kwestii hrabia Gaston de Castelbajac.
Podczas okupacji został członkiem Rady Narodowej reżimu Vichy. Dzięki dobrym stosunkom z wyższymi oficerami niemieckimi i ministrem produkcji przemysłowej reżimu Vichy, Jeanem Bichelonne, ocalił swoje fabryki, a nawet uzyskał pozwolenie na instalację nowych maszyn tkackich. Dostarczył Kriegsmarine 110 milionów metrów tkanin.
Po wojnie współpracował z armią amerykańską. Dzięki możnym przyjaciołom uniknął kary za kolaborację z okupantem niemieckim. Śledztwo w jego sprawie otwarte w ramach procesu „oczyszczania” zostało zamknięte bez konsekwencji 2 lipca 1947. Zaangażował Christiana Diora i przyczynił się do tego, by Paryż znów stał się stolicą mody. Kupił zamek Mivoisin, posiadłość myśliwską o powierzchni 3600 ha, w departamencie Loiret niedaleko Châtillon-Coligny, gdzie przyjmował osobistości świata polityki.
Na początku lat 50. kupił gazety L’Aurore oraz Paris-Turf. W 1952 kupił też stajnię haras de Jardy i hipodrom w Saint-Cloud koło Paryża.
Boussac dążył zawsze do pełnej osobistej kontroli nad fabrykami, ufając jedynie siostrzeńcowi Jean-Claude'owi. W epoce dekolonizacji oraz włókien syntetycznych, które zredukowały dostępne rynki, fabryki Boussaca przestały być dochodowe. Zmarł zrujnowany. Od 1980 na jego cześć jedno trofeum wyścigów końskich nosi nazwę: Prix Marcel Boussac (uprzednio Critérium des Pouliches).